# Jurta
Jurta je šator koji tradicionalno koriste nomadi u stepama središnje Azije. Struktura se sastoji od krune ili kompresije kotača (tüýnük) na vrhu jurte, podržanih od strane krovnim rebrima koja se savijaju na kraju gdje se susreću s rešetkama zida. Na vrhu zida da bi se spriječilo njegovo širenje nalazi se obrub. Jurta se obično pokriva slojevima tkanine i ovčje vune. Simboli jurte nalaze se na kazahstanskom grbu i zastavi Kirgistana.

## Gradnja mongolske jurte (Ger)
- Gradnja počinje sa zidovima i vratima
- Postavljanje krovnih rebara
- Postavljanje krovnih rebara na krunu
- Stavljanje tanke tkanine na krov
- Prekirivanje krova i zidova tkaninom
- Prekirivanje vanjskom tkaninom

## Vanjske poveznice
- yurtshawaii.com - Online video jurte
- Kazaška jurta